# 绿荫公园
绿荫公园是一个位于河南省郑州市金水区东风路和天明路交汇处的一个公园。2007年郑州市投资25万对公园进行了改造，使公园达到一年四季都有花的效果。春天可以观赏到碧桃和白玉兰；夏季可以观赏萱草和百日红；秋季可以观赏月季和木槿花；冬季可以观赏腊梅和南天竹。